# Morden (Londres)
Pour les articles homonymes, voir Morden.

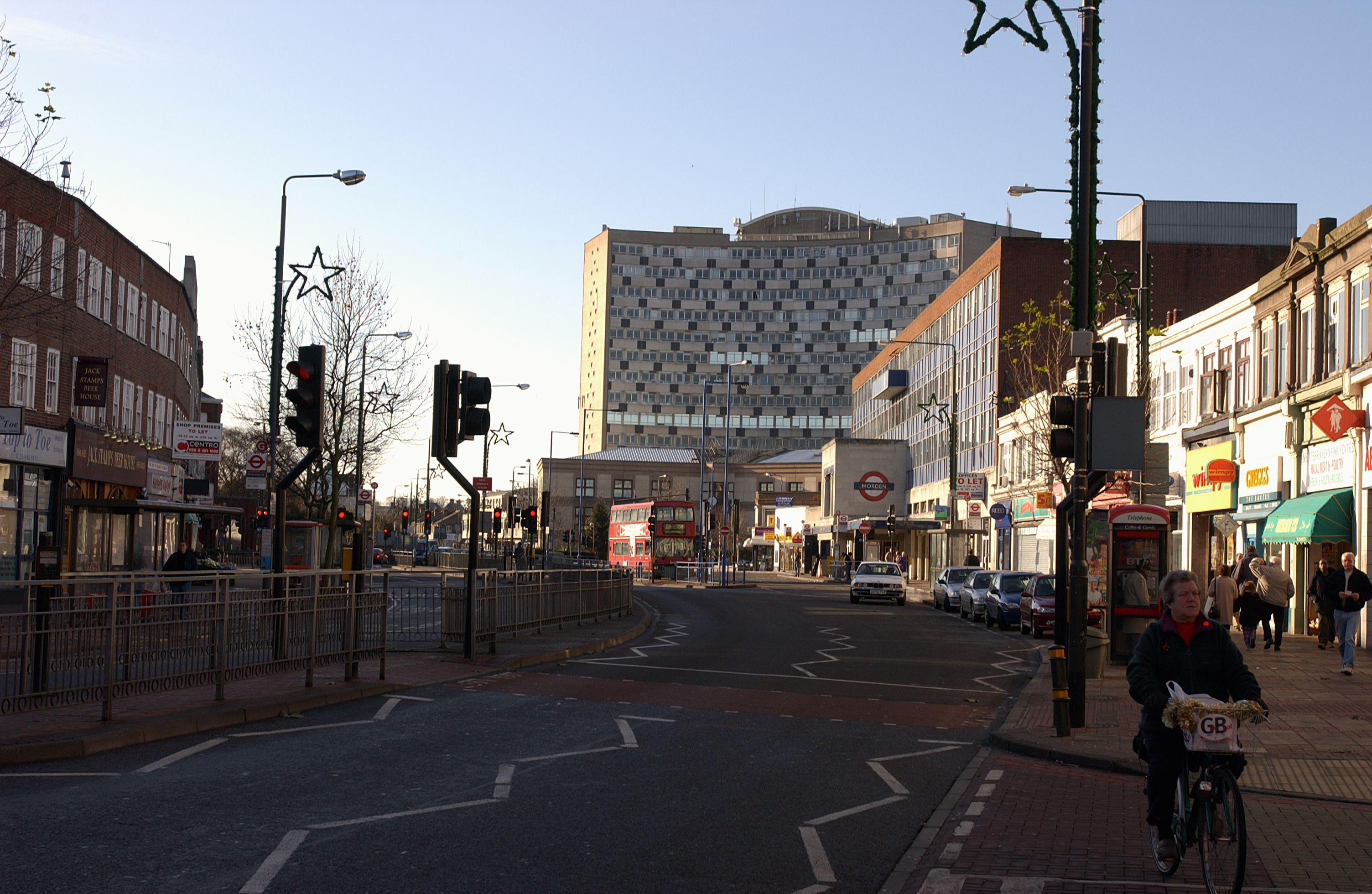
Centre de ville de Morden

Morden est un quartier du district de Merton à Londres. Elle est située approximativement à 10 miles (16,1 kilomètres) de Sud-sud-ouest de Londres central, entre le parc de Merton (au nord), Mitcham (à l'est), Sutton (au sud) et le parc de Worcester (à l'ouest).
Elle est desservie par la station Morden du métro de Londres.
Morden est le lieu d'implantation de la grande mosquée Baitul Futuh, achevée en 2003.

## Anecdotes
Morden est chanté par le groupe Good Shoes originaire de cette ville.